# Movimiento Libertario (España)
El Movimiento Libertario (MLE) fue una organización anarcosindicalista española fundada el 26 de febrero de 1939, al final de la guerra civil española, por la Confederación Nacional del Trabajo (CNT), la Federación Anarquista Ibérica (FAI) y la Federación Ibérica de Juventudes Libertarias (FIJL). Su objetivo era desarrollar una actividad conjunta clandestina en el interior de España, bajo la dictadura de Francisco Franco, y legal en el exilio, donde se ocupó de los miles de refugiados anarcosindicalistas que había en Francia. El consejo nacional del MLE se instaló en París, ocupando la secretaría general Germinal Esgleas tras la muerte de Mariano Rodríguez Vázquez el 18 de junio de 1939.

## Historia

### Nacimiento
El 26 de febrero de 1939, tras la caída de Cataluña, la CNT, la FAI y la FIJL constituyeron en Francia el Movimiento Libertario, por lo que a partir de entonces las tres organizaciones anarquistas actuaron conjuntamente, especialmente en cuanto a la asistencia a los miles de refugiados anarcosindicalistas que allí se encontraban. La iniciativa había partido de un pleno de los comités regionales de los tres componentes. Sin embargo, los anarquistas que seguían combatiendo en la zona Centro-Levante denunciaron que en el consejo nacional del Movimiento Libertario sólo estaban representados los anarquistas catalanes y aragoneses, y, sobre todo, que estaba dominado por los que se oponían a los «colaboracionistas» —los partidarios de seguir participando en las instituciones republicanas—, paradójicamente encabezados por anarquistas que hasta entonces habían detentado cargos en el Estado o en la Generalidad de Cataluña como Germinal Esgleas, Federica Montseny —ministra de Sanidad en el Gobierno de Largo Caballero—, Francisco Isgleas —antiguo consejero de Defensa del Gobierno catalán presidido por Lluís Companys— y Valerio Mas —miembro del Consejo Económico de Cataluña—. Esta línea crítica con el «colaboracionismo» —también llamada «apolítica»— que dominaba el consejo nacional del Movimiento Libertario se vio reforzada con la dimisión de Horacio Martínez Prieto, defensor del «colaboracionismo» o «reformismo», y la muerte de Mariano Rodríguez Vázquez, cuyo cargo de secretario general fue ocupado por Esgleas. El resto de miembros del consejo nacional eran Germinal de Souza, Pedro Herrera Camarero, Roberto Alfonso, Juan Gallego Crespo, Rafael Iñigo, Serafín Alaga, José Xena, Juan Rueda Ortiz y Juan García Oliver. Algunos de ellos emigraron a América, y otros siguieron encerrados en los campos de refugiados franceses o se alistaron en unidades auxiliares del Ejército francés.

### Actividad clandestina y represión
La primera actividad clandestina del Movimiento Libertario la desarrolló la FIJL en Madrid durante las primeras semanas de la posguerra gracias a que uno de sus miembros, apellidado Escobar, se había infiltrado en la II Bandera de Falange del Puente de Vallecas, consiguiendo impresos de certificados de buena conducta y de declaraciones de haber pertenecido a la «quinta columna», que rellenados con los nombres pertinentes permitieron la liberación de varios anarquistas del campo de concentración de Albatera. Una de las personas que recobró la libertad gracias a estos documentos fue Esteban Pallarols, quien inmediatamente se puso en contacto con tres dirigentes libertarios que se encontraban escondidos en Valencia: José Cervera Bermell, Luis Úbeda Canero y Leoncio Sánchez Cardete. Ellos cuatro constituyeron el comité nacional del interior del Movimiento Libertario.
Su primera actividad fue falsificar documentos que permitieron liberar más presos libertarios del campo de Albatera y de otros campos de Valencia, que rápidamente fueron trasladados a Barcelona y de allí a Francia. Para encubrir los viajes se creó la empresa tapadera Frutera Levantina, oficialmente dedicada al transporte de fruta desde Valencia a otras partes de España. La tarea de crear los enlaces en Cataluña y en el sur de Francia se la encomendó a Génesis López y Manuel Salas, ambos recientemente liberados del campo de Albatera, quienes contactaron en Nimes con dirigentes del Movimiento Libertario; después, López fue conducido a París, donde se entrevistó con el secretario general del consejo nacional, Germinal Esgleas, Federica Montseny y otros libertarios. Pero López sólo consiguió una cantidad insuficiente de dinero, 10 000 francos, que únicamente sirvió para financiar el pase a Francia de quince personas.
Cuando López volvió a Barcelona, se enteró de que Pallarols había sido detenido en Valencia por la Policía franquista junto con otros compañeros. Once de los detenidos fueron juzgados años más tarde, siendo condenados a largas penas de prisión. En una causa separada, Pallarols fue condenado a dieciocho años de cárcel, pero volvió a ser juzgado, siendo acusado esta vez de unos supuestos crímenes anteriores, y fue condenado a muerte —fue fusilado el 18 de julio de 1943—. Tras la detención de Pallarols se formó un nuevo comité nacional del interior encabezado por Manuel López López, aunque éste dimitió al poco tiempo a causa de la tuberculosis que había contraído durante su estancia en el campo de Albatera, siendo sustituido por Celedonio Pérez Bernardo. La Policía también logró acabar con parte del grupo de Madrid de la FIJL. Hacia finales de febrero de 1940, fueron detenidos 33 de sus componentes, y desmantelados los depósitos de armas. El joven Escobar fue entregado a la II Bandera de Falange, cuyos miembros se lo llevaron a un descampado de las afueras, donde lo ahorcaron. Se salvó porque un campesino cortó la soga después de que los falangistas se marcharan creyendo que estaba muerto.
A principios de 1941 fue detenido Celedonio Pérez Bernardo, juzgado en septiembre del año siguiente y condenado a treinta años de cárcel. Le sustituyó Manuel Amil Barcia, pero éste, acechado por la Policía, tuvo que abandonar Madrid para refugiarse en Andalucía; así, las funciones del comité nacional fueron asumidas por la organización de Madrid, que encabezaba Eusebio Azañedo. Este entró en contacto con la CNT de Valencia, que se había reorganizado, y con la de CNT de Cataluña, cuya situación era menos brillante y bastante confusa, debido a la existencia de dos comités regionales: uno mayoritario, anarcosindicalista; y otro minoritario, partidario de ceñirse a las actividades sindicales —que no excluían la participación en la Organización Nacional-Sindicalista del régimen—, integrado por antiguos militantes del Partido Sindicalista y del que formaba parte Eliseo Melis, sospechoso de ser un confidente policial. Precisamente, las informaciones que proporcionó Melis a la Policía condujeron a la detención de Acebedo en Madrid en el verano de 1943, por lo que Amil volvió a la capital para hacerse cargo de nuevo de la secretaría general del comité nacional. Fue refrendado en una reunión clandestina que se celebró en las afueras de Madrid, y en la que Gregorio Gallego fue elegido el primer secretario general de las FIJL desde el final de la guerra. Durante la década de 1940, Sigfrido Catalán, Ramón Rufat y José Expósito Leiva principales encargados de organizar la resistencia interna, la propaganda y las exfiltraciones, serían arrestados o ejecutados regularmente.

### Integración en la Alianza Nacional de Fuerzas Democráticas (ANFD)
Los libertarios rechazaron rotundamente la propuesta del Partido Comunista de España de integrarse en la Unión Nacional Española, lo que facilitó el acercamiento a los socialistas, que también se oponían a la hegemonía que pretendían imponer los comunistas. Así, en el otoño de 1943, representantes del Movimiento Libertario y del PSOE iniciaron las conversaciones destinadas a crear un organismo unitario de la izquierda no comunista, que estuviera abierto a otras fuerzas antifranquistas de centro. En febrero de 1944, un pleno de los comités regionales de la CNT, la organización principal del Movimiento Libertario, respaldó las conversaciones al aprobar mantener la «posición colaboracionista». A las conversaciones entre socialistas y libertarios se sumaron políticos republicanos de Izquierda Republicana, Unión Republicana y el Partido Republicano Federal integrados en el llamado Comité Nacional Republicano, fundado y encabezado por Rafael Sánchez-Guerra y Régulo Martínez Sánchez. El acuerdo entre las tres partes se alcanzó en junio de 1944, aunque no se hizo público hasta octubre. En el manifiesto fundacional de la llamada Alianza Nacional de Fuerzas Democráticas (ANFD), el «accidentalismo» de los libertarios sobre la forma de gobierno —cuando no el abierto rechazo a la República que, juzgaban, los había perseguido tan duramente— se resolvió recurriendo a la expresión «orden republicano» para referirse a la Segunda República. Para dirigir la ANFD se creó un consejo nacional presidido por el republicano Régulo Martínez, que hacía pocos meses que había salido de la cárcel, y del que también formaban parte el socialista Juan Gómez Egido y el libertario Sigfrido Catalá.
En los últimos meses de 1944, los tres miembros del comité nacional de la ANFD iniciaron unas negociaciones con los generales monárquicos Antonio Aranda, Alfredo Kindelán, Andrés Saliquet y Alfonso de Orleáns y Borbón, en las que trataron sobre qué tipo de régimen sustituiría al franquista —que, estaban convencidos, no sobreviviría a la inminente victoria aliada—. Los generales pretendían que las fuerzas representadas en la ANFD aceptaran la restauración de la monarquía sin pasar antes por fórmulas intermedias y sin que hubiera un referéndum sobre la forma de gobierno; algo que los libertarios podrían asumir, pero no los republicanos y los socialistas, lo que condujo a un callejón sin salida. No obstante, el fracaso final de las mismas se debió, sobre todo, a la oleada de detenciones que llevó a cabo la Policía franquista a finales de 1944 y principios de 1945. En la noche del 21 al 22 de diciembre fueron detenidos el presidente Régulo Martínez y otros miembros del comité directivo de la ANFD y del Comité Nacional Republicano, así como destacados monárquicos que habían mantenido contactos con aquellos; en marzo de 1945, fueron detenidos Sigfrido Catalá, representante libertario en la junta de la ANFD, y otros miembros del comité nacional del Movimiento Libertario. Casi al mismo tiempo cayó toda la ejecutiva del PSOE del interior.
Sin embargo, el Movimiento Libertario se rehízo rápidamente del golpe que supuso la detención de Sigfrido Catalá, pues en abril ya se había formado un nuevo comité nacional encabezado por Ramón Rufat Llop y por José Expósito Leiva.

### Crisis y división del Movimiento Libertario del exilio

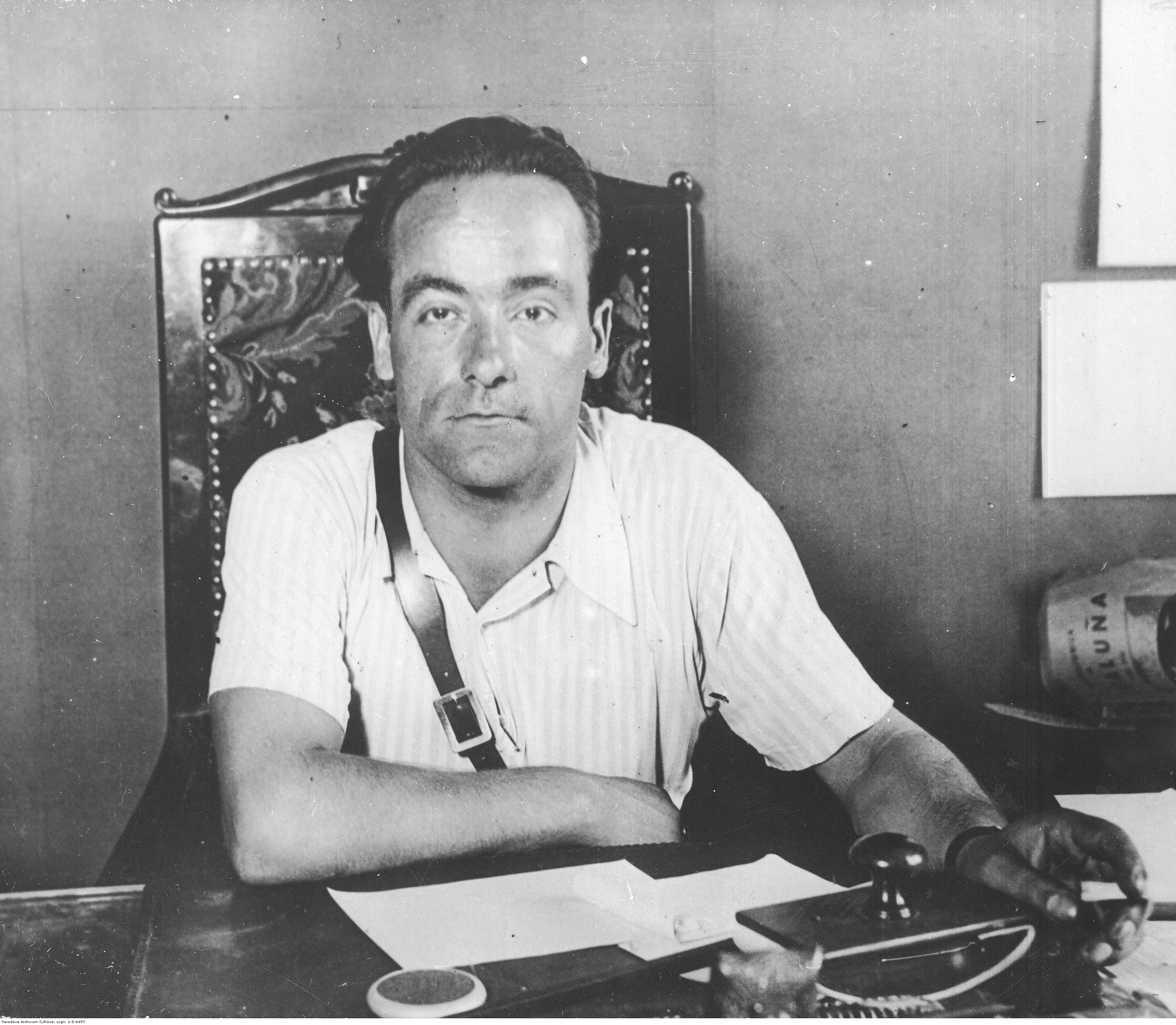
Juan García Oliver, líder del sector «colaboracionista» del Movimiento Libertario, cuando fue ministro de Justicia del Gobierno de Largo Caballero durante la Guerra Civil.

El Movimiento Libertario del exilio vivió una grave crisis en la primavera de 1942, cuando estallaron las tensiones latentes desde el final de la guerra entre los «colaboracionistas» de Juan García Oliver y Aurelio Fernández, y los «apolíticos», que apoyaban al consejo nacional con sede en París que encabezaban Germinal Esgleas y Federica Montseny. En la reunión que mantuvieron en México, los primeros presentaron un documento para su discusión titulado «Ponencia», pero salieron derrotados. Decidieron entonces formar su propia organización, una nueva CNT, que contó como órgano de prensa con el periódico CNT, mientras que el portavoz de los «anticolaboracionistas» fue Solidaridad Obrera.